# 키타하라 리에
키타하라 리에(일본어: 北原 里英 きたはら りえ[*], 1991년 6월 24일~)는 일본의 아이돌이며, 여성 아이돌 그룹 전 NGT48 팀NIII의 캡틴이자 최연장자이다. 아이치현 이치노미야시 출신. 오오타 프로덕션 소속.

## 내력
2007년
- 《AKB48 제2회 연구생 (5기생) 오디션》에 합격.

2008년
- 2월 7일, 상경[1].
- 3월 1일, 《팀B 3rd Stage 〈파자마 드라이브〉》 공연의 악곡 〈순정주의〉의 백댄서로 데뷔[2].
- 7월 30일, 구 팀A로 승격.
- 10월 22, 10th 싱글 〈큰 목소리 다이아몬드〉에서 처음으로 선발 멤버 진입을 이루었고, 이후 18번째 싱글 〈Beginner〉까지 9번의 연속 선발 기록을 이어갔다.

2009년
- 6월부터 7월에 걸쳐 실시된 《AKB48 13th 싱글 선발 총선거 〈하느님께 맹세코 진심입니다〉》에서는 13위에 올라, 선발 진입을 이루었다.
- 8월 23일에 개최된 《요미우리 신문 창간 135주년 기념 콘서트 AKB104 선발 멤버 조각 축제》의 밤 공연에서, 10월부터 신 팀B로 이동한다는 것이 발표되었다(실제로 이동한 것은 2010년 5월 21일).

2010년
- 2월 17일, 15th 싱글 〈벚꽃 책갈피〉에서 첫 프런트 멤버로 선택되었고, 2nd 앨범 《최고의 곡들》에서도 통상반 자켓의 프런트 멤버로 선택되었다.
- 3월 25일에 개최된 《AKB48 만석 축제 희망 찬반양론》의 밤 공연에서, 오오타 프로덕션으로부터 스카우트 제안이 있었다는 사실이 발표되고, 이내 정식으로 이적을 하게 되었다.
- 4월 30일, 아메바에서 오피셜 블로그 〈세 시의 간식〉의 운영을 개시하였다.
- 5월 17일, 《주간 플레이보이》 No.22 2010년 5월 31호(슈에이샤)에서 첫 솔로 그라비아 〈키타리에 시작했습니다.〉가 와타나베 마유의 솔로 그라비아와 함께 게재되었다.
- 5월부터 6월에 걸쳐 실시된 《AKB48 17th 싱글 선발 총선거 〈어머니께 맹세코, 진심입니다〉》에서는 16위가 되어, 싱글 선발이 되었다.
- 8월 13일부터 방송된 《학교의 무서운 소문 신·하나코 상이 왔다!!》에서는, 호와호와 역으로서 성우 데뷔를 이루었다.
- 10월 30일에 자신 첫 솔로 캘린더가 발매되었고, 같은 해 11월 6일에 발매 기념 이벤트를 가졌다.

2011년
- 1월 21일, 《2011년 AKB48 리퀘스트 아워 세트리스트 베스트 100》의 두 번째날 공연 앵콜에서, 오오시마 유코, 사시하라 리노, 요코야마 유이와 파생유닛 Not yet을 결성하게 되었음이 발표되었다.
- 5월부터 6월에 걸쳐 실시된 《AKB48 22nd 싱글 선발 총선거 〈올해도 진심입니다〉》에서는 13위에 올라, 선발 진입을 이루었다[3].
- 9월 20일에 개최된 《AKB48 24번째 싱글 선발 가위바위보 대회》에서는 베스트 16으로, 선발이 되었다[4].

2012년
- 3월 4일, 아키모토 야스시가 구글플러스를 통해 발표한 구플 선발에 선출되었다.
- 5월 30일, Not yet의 4th 싱글 〈수박BABY〉에서 처음으로 커플링 곡의 작사를 맡게 되었다. 그녀가 작사를 한 곡은 〈guilty love〉라는 곡이다[5].
- 5월부터 6월에 걸쳐 실시된 《AKB48 27th 싱글 선발 총선거》에서 13위에 올라, 싱글 선발 진입을 이루었다[6].
- 8월 24일에 개최된 《AKB48 in TOKYO DOME ~1830m의 꿈~》 첫 날에, 팀K로의 이동과 동시에 SKE48와 겸임하는 것이 발표되었다[7].
- 11월 1일, 신체제 개시에 의해 팀K로 이동. 팀K 웨이팅 공연의 선발 멤버로서 신팀에서의 활동을 개시한다[8]. 동시에, SKE48의 멤버가 된다.
- 11월 18일에 개최된 SKE48 10th 싱글 〈키스도 왼손잡이〉의 통상반 전국 악수회에서, 2013년 1월 30일 발매의 11th 싱글 〈초코의 노예〉에 선발 멤버가 되는 것이 발표된다[9].

2013년
- 1월 29일, SKE48에서는 팀S에의 소속을 발표. 2월 20일에 개최되는 극장 공연부터 출연하는 것이 발표되었다[10][11].
- 4월 13일에 개최된 SKE48 봄 콘서트 2013 〈변하지 않는 것. 계속 동료인 것〉에서, 〈내각 조성〉이라고 칭한 팀 재편에 의해, SKE48에서의 겸임처가 KII가 되는 것이 발표되었다[12].
- 4월 28일에 개최된 《AKB48 그룹 임시총회 ~흑백 가려야 하지 않겠는가!~》의 최종일 공연에서 SKE48 팀S 겸임 해제가 발표되었다[13].
- 5월 8일의 SKE48 팀S 〈제복의 싹〉공연【키타하라 리에 보내는 회】를 가지고, 겸임 종료.
- 5월부터 6월에 걸쳐 실시된 《AKB48 32nd 싱글 선발 총선거》에서는 21위로, 언더 걸즈에 선출되었다[14].
- 9월 18일에 개최된 《AKB48 34th 싱글 선발 가위바위보 대회》에서는 베스트16으로, 선발이 되었다.
- 10월 14일, 이 날 행해진 《팀K 웨이팅 공연》의 낮 공연에서, 극장 공연 횟수 500회를 달성했다.

2014년
- 2월 24일, Zepp DiverCity에서 개최된 《AKB48 그룹 대조각 축제》에서, 팀K의 부캡틴을 맡는 것이 발표되었다.
- 5월부터 6월에 걸쳐 실시된 《AKB48 37th 싱글 선발 총선거》에서는 19위로, 언더 걸즈에 선출되었다[15].

2015년
- 3월 26일, 사이타마 슈퍼 아레나에서 열린 《AKB48 봄의 단독 콘서트 ~ 차기 총감독 아직 수행 중!~》에서 NGT48에 이적과 캡틴 취임이 발표되었다.
- 5월부터 6월에 걸쳐 실시된 《AKB48 41st 싱글 선발 총선거》에서는 11위로, 싱글 선발이 되었다[16].
- 10월 11일, 한국에 내한해, NGT48의 명의로 부산 아시아드 경기장에서 열리는 2015 아시아송 페스티벌에 참가해 공연했다[17].

## 인물
- 부모님은 자영업을 하고 있다. 가족 구성은 부모님과 세살 어린 남동생 한 명 있어, 4인 가족이다.
- 초등학교 때 사생대회에서 6년 연속으로 표창을 받았다.
- 그녀는 이치노미야 시립 탄요우 중학교 출신이다. 핸드볼 부에 소속되어 있었지만, 지구대회 회장이 야외 그라운드라 강렬한 햇빛에 항상 피부가 그을렸다. 그게 싫었기 때문에 고등학교 때는 실내에서 활동할 수 있는 취주악부에서 활동했다.
- 운동회나 문화제 등의 이벤트를 좋아하는 열혈 타입으로, 〈단결〉이라는 단어를 좋아한다. 그러나 성격이 상당히 네거티브해서 쉽게 풀이 죽는 편고, 낯가림도 상당히 심하다.
- 특기는 흉내내기와 망상이다. 흉내내기의 레퍼토리로는 잇코도의 복화술이나, 고쿠센의 나카마 유키에가 연기한 야마구치 쿠미코 등이다. 또한 오오타 프로덕션의 공식 프로필에서는 특기로서 타악기, 실용영어기능검정 준 2급을 들고 있다.
- 만화와 애니메이션을 좋아하여, 중고서점 북오프를 〈성지〉라고 칭하고 있다. 만화는 '명탐정 코난'이나 '원피스' 등을 특히 좋아한다. 또한 영화도 좋아해서, 제2의 성지로는 TSUTAYA를 들고 있다.
- 좋아하는 역사상의 인물은 마쓰다이라 사다노부이다.
- 특징은 큰 눈과 두꺼운 입술, 그리고 살갗이 검은 편이라는 것이다. 본인도 〈트레이드 마크는 혈색이 안 좋은 입술〉이라고 말하고 있다. 다른 멤버는 그녀를 자주 우나기이누와 닮았다고 이르고 있다.
- 장래희망은 여배우 혹은 구성작가이다.
- 피아노를 잘 쳐서, 야마하 음악능력검정 피아노 연주 그레이드 6급을 취득하고 있다. 또한, 전일본 스키 연맹이 주최하는 스키 뱃지 테스트 4급도 소지하고 있다.
- 《해리 포터 시리즈》를 특히 좋아해서, 작중에 등장하는 주문과 그 의미를 모조리 외우고 있다. 또한 포켓몬스터도 좋아하며, 가장 좋아하는 포켓몬은 팬텀이다. 첫사랑은 만화 《카미카제 괴도 쟌느》의 캐릭터이며, 그 최종회를 완벽히 재현할 수 있을 정도로 달달 외우고 있다고 코멘트하고 있다.
- 《동물의 숲》도 닌텐도64 시절부터 오랫동안 플레이하고 있으며, 가장 좋아하는 캐릭터는 니코반이다.
- 휴대전화 메일 타자 속도가 상당히 빨라서, 어느 라디오의 기획으로 〈메일 빨리 치기 승부〉를 했을 때 1위를 획득하기도 했다.
- 개그를 좋아한다. 또한 버라이어티 프로그램 《개그맨 보도》에 출연했을 때, 피스의 아야베 유지를 좋아한다고 공언하고 있고, 이시다 하루카나 오오야 시즈카와 함께 개그 듀오 오리엔탈 라디오와 논스타일 등의 레퍼토리의 흉내를 선보이는 경우도 있다.
- 코코넛츠의 샴푸를 쓰고 있어서 멤버로부터 공연이나 블로그 등에서 머리에서 코코넛 향기가 난다는 소리를 듣는 경우가 있다.
- 프로야구는 주니치 드래건스의 팬이고, 특히 좋아하는 선수는 유격수 이바타 히로카즈이다. 주니치가 2011년도 센트럴리그 페넌트레이스 연패를 이루었을 때 여러 경로로 기쁨을 표시하고 있었다.
- 대화 중에 자신도 모르게 오와리 사투리를 쓰는 경우가 많다.
- 아침에 일어나는 것을 굉장히 힘들어해서, 알람 시계의 스누즈 기능, 휴대전화의 알람 등을 구사해도 좀처럼 일어나기 어려워한다. 최종적으로는 항상 모친에게 모닝콜 전화를 부탁하고있다.
- 한국의 남성아이돌을 좋아한다. 그래서 한국의 남성아이돌의 아이템을 구매하기도 했다.

### AKB48·SKE48 관련
- 주로 사용하는 캐치프레이즈는 〈꿈꾸는 나고야 아가씨〉(사실은 나고야 출신이 아니라 이치노미야 출신)이다. 그 외에도 공연에 따라서는 〈키노코노 야마보다는 다케노코노 사토를 좋아하는 쪽〉(키노코노 야마나 다케노코노 사토는, 한국의 오리온제과에서 만드는 초코송이와 비슷하게 생긴 과자이다) 나, 〈《DEATH NOTE》로 말하자면 엘 보다는 라이트를 좋아하는 쪽〉, 〈소바보다는 우동을 좋아하는 쪽〉 등, 같은 속성에 있는 2개의 존재를 비교하여 〈A보다 B파〉와 같은 캐치프레이즈를 쓰는 경우도 있다. 팀B 다섯 번째 공연에서는, 〈아이치 현에서 왔습니다. 키타하라 리에 ○○세입니다.〉 등으로 바꿔 말하면서, 다른 멤버의 캐치프레이즈를 일부러 차용하여 관객의 폭소를 유도하려는 모습도 보인다.
- 애칭은 〈키타리에〉, 〈릿짱〉 등이다. 단 〈키타리에〉가 거의 대부분이며, 〈릿짱〉은 사시하라 리노나 타카죠 아키 정도의 특히 절친한 멤버들만이 그렇게 부르고 있다. 마에다 아츠코는 자신의 블로그에서만큼은 〈우나짱〉이라고 부르고 있고, 쿠라모치 아스카는 〈우나타마〉라고 부르며, 자신의 블로그 글을 쓰는 도중에 우나기이누의 그림 문자를 써서 표현하는 경우도 있다. 오오야 시즈카에게는 〈리에코〉라고 불리고 있다.
- 연구생 출신이면서 선발 멤버(언더나 시어터 걸즈를 포함하지 않는다)에 뽑히는 경우가 많은 관계로, 항상 〈차세대 에이스 후보〉라고 소개되는 일이 많다.
- AKB48에서 처음으로 이름을 외운 사람은 전 멤버 노로 카요이다. 동경하는 멤버는 시노다 마리코이다. 좋아하며 동경하며 존경하는 멤버는 전 멤버 토지마 하나이다. 그 외에 좋아하는 멤버는 아키모토 사야카와 미야자와 사에이다.
- 아이치 현에서 상경하고부터는, 오오이타 현 출신 사시하라 리노와 후쿠오카 현 출신 오오야 시즈카, 카가와 현 출신 토미타 마유(전 연구생), 그리고 지금은 SKE48로 이적한 아이치 현 출신 나카니시 유카와 함께 1개월 남짓 동거를 했던 시기가 있다. 특히 오오야와는 약 2년간 룸메이트였고, 〈도쿄의 가족〉이라고 부를 정도의 사이이다. 2010년 시점에서도 옆집에서 살고 있다. 또한 이 5명은 자신들을 〈지방파〉라고 부르고 있다.
- 멤버들 중에서는 위에서 언급한 〈지방파〉의 사시하라, 오오야, 지방파 후배인 코모리 미카, 요코야마 유이, 그 외의 타카죠 아키, 니토 모에노 등과 사이가 좋다. 마에다 아츠코랑도 사이가 좋다. 시노다 마리코로부터는 진지하고 예의바르며 후배에게도 상냥하다는 칭찬을 듣고 있다. 사시하라 리노와는 동기이며 데뷔일도 비슷하고, 얼굴도 닮았다고 하여, 초기 때는 짝을 지어 레슨을 받았었다. 멤버 뿐만 아니라, 오오야와 시부야 거리를 걷고 있을 때, 여고생들이 〈사시하라 상 맞죠?〉라고 물어올 정도이기도 하다. 그러나 동기 우치다 마유미와는 웬일인지 교류가 적기에, 그다지 이야기를 해보지 않았기 때문에 조금이라도 사이좋게 지내고 싶다고 여러 차례 밝혔다.
- 자신과 같은 1991년 출생 멤버를 〈AKB의 골든 제너레이션〉이라고 부르고 있다. 한편 AKB48의 2012년 6월 시점의 정규 멤버에는, 1991년생 멤버가 13명 있다.
- 어나더 스카이에서 자작시를 발표했을 때, 아키모토 야스시 프로듀서는 그녀를 〈AKB의 지성〉이라고 칭송했다. 또한 버라이어티의 학력 테스트 기획에서는 항상 호성적을 남기고 있다. 주간AKB 중간고사에서는 참가자 20명 중 6위를, 기말고사에서는 참가자 18명 중 2위를 하며, 항상 총점 300점 중 260점 이상의 성적을 남기고 있다. 1Q48 테스트 기획에서는 193점으로 1위를 차지했고, 2011년 9윌 기습 시험에서는 참가자 18명 중 1위(500점 만점에 350점)였다.
- 사시하라를 처음 만난 날, 식당에서 사시하라가 반쯤 먹고 남긴 파스타를 대신 먹은 적이 있다. 사시하라에게 처음 건넨 말이 〈파스타 안 먹을 거면 내가 먹어도 돼?〉였고, 이를 계기로 사시하라와는 무엇이든 터놓고 말할 수 있는 절친한 친구 사이가 되었으며, 베스트 프렌드로서 항상 주저 없이 서로의 이름을 들고 있다.
- 배가 고파지면 짜증을 내며 혀를 쯧쯧 찬다. 본인도 〈먹을 것에 관해서만큼은 어쩔 수 없이 마음이 좁아진다〉고 솔직히 털어놓고 있다. 이런 성격 때문에 초면의 사시하라가 남긴 음식을 먹기 위해 들이댈 수 있었던 것이다.
- 블로그나 라디오, 텔레비전에서 가끔, 자신의 성격이 네거티브하다는 것을 밝히고 있다.
- 앞서 밝힌 바와 같이 그녀의 별명이 〈우나기이누〉라는 것에서, 드라마 《마지스카 학원》에서 그녀의 배역명을 〈우나기이누〉로 하려는 시도가 있었지만, 저작권 사정상 불가능해져서 대신 〈우나기〉라는 배역명을 쓰게 되었다.
- 일을 할 때면, 알고 지내는 스탭에게는 반드시 인사를 하러 간다.
- 항상 멤버 여럿과 함께 일을 해서인가, 〈혼자 일을 할 때는 살짝 불안하다. 혼자만 있으면 외롭다〉라고 토로하고 있다.

## AKB48·SKE48·NGT48에서의 참가곡

### 싱글 CD 선발곡
AKB48 명의
- 大声ダイヤモンド / 큰 목소리 다이아몬드
- 10年桜 / 10년 벚꽃
- 涙サプライズ! / 눈물 서프라이즈!
- 言い訳Maybe / 변명 Maybe
- RIVER
- 桜の栞 / 벚꽃 책갈피
  - Choose me! - 팀YJ 명의
- ポニーテールとシュシュ / 포니테일과 슈슈
  - マジジョテッペンブルース / 마지여고 정상 블루스
- ヘビーローテーション / 헤비 로테이션
  - 野菜シスターズ / 야채 시스터즈 - 야채 시스터즈 명의
  - ラッキーセブン / 럭키 세븐
- Beginner
- 〈チャンスの順番 찬스의 차례〉에 수록
  - 予約したクリスマス / 예약해둔 크리스마스
  - ラブ・ジャンプ / 러브 점프 - 팀B 명의
- 桜の木になろう / 벚나무가 되리
- 誰かのために -What can I do for someone?- / 누군가를 위해서-What can I do for someone?-
- Everyday、カチューシャ / Everyday, 카츄샤
- フライングゲット / 플라잉 겟
  - 青春と気づかないまま / 청춘이란 걸 깨닫지 못한 채
  - 野菜占い / 야채 점 - 야채 시스터즈 2011 명의
- 風は吹いている / 바람은 불고 있어
- 上からマリコ / 위에서부터 마리코
  - ノエルの夜 / 노엘의 밤
  - 呼び捨てファンタジー / 요비스테 판타지 - 팀B 명의
- GIVE ME FIVE!
  - 羊飼いの旅 / 목동의 여행 - 스페셜 걸즈B 명의
- 真夏のSounds good ! / 한여름의 Sounds good !
  - ぐぐたすの空 / 구플의 하늘
  - 君のために僕は… / 널 위해 나는…
- ギンガムチェック / 깅엄 체크
- 〈UZA〉에 수록
  - スクラップ&ビルド / 스크랩&빌드 - 팀K 명의
- 〈永遠プレッシャー 영원 프레셔〉에 수록
  - とっておきクリスマス / 소중한 크리스마스
  - 強がり時計 / 허세 시계 - SKE48 명의
  - 永遠より続くように / 영원보다 계속되도록 - OKL48 명의
- So long !
  - 夕陽マリー / 석양 매리 - 오오시마 팀K 명의
- さよならクロール / 안녕 크롤
  - How come ? - Team K 명의
- 〈恋するフォーチュンクッキー / 사랑하는 포춘 쿠키〉에 수록
  - 愛の意味を考えてみた / 사랑의 의미를 생각해 보았다 - 언더 걸즈 명의
- 〈ハート・エレキ 하트 일렉트릭 기타〉에 수록
  - 快速と動体視力 / 쾌속과 동체 시력 - 언더 걸즈 명의
  - 細雪リグレット / 가루눈 리그렛 - 팀K 명의
- 鈴懸の木の道で「君の微笑みを夢に見る」と言ってしまったら僕たちの関係はどう変わってしまうのか、僕なりに何日か考えた上でのやや気恥ずかしい結論のようなもの / 플라타너스 나무가 서 있는 길에서 「네 미소가 꿈에 나왔어」라고 말해버린다면 우리들의 관계는 어떻게 변하는 걸까, 나 나름대로 며칠이고 생각해본 후의 조금 부끄러운 결론처럼
- 〈前しか向かねえ 앞 밖에 보지 않아〉에 수록
  - 君の嘘を知っていた / 네 거짓말을 알고 있었어 - Beauty Giraffes 명의
- ラブラドール・レトリバー / 래브라도 리트리버
  - 愛しきライバル / 사랑스러운 라이벌 - 팀K 명의
  - 今日までのメロディー / 오늘까지의 멜로디
- 〈心のプラカード 마음의 플래카드〉에 수록
  - 誰かが投げたボール / 누군가가 던진 볼 - 언더 걸즈 명의
- 〈希望的リフレイン 희망적 리프레인〉에 수록
  - 初めてのドライブ / 첫 드라이브 - 팀K 명의
  - 歌いたい / 노래하고 싶어 - 카틀레야조 명의
- 〈Green Flash〉에 수록
  - 春の光 近づいた夏 / 봄의 빛 다가온 여름
- ハロウィン・ナイト / 할로윈 나이트

SKE48 명의
- チョコの奴隷 / 초코의 노예
- 〈美しい稲妻 / 아름다운 번개〉에 수록
  - バンドをやろうよ / 밴드를 하자 - 매지컬 밴드 명의

NGT48 명의
- 青春時計 / 청춘시계
  - 空き缶パンク / 빈 깡통 펑크
  - 暗闇求む / 어둠을 구하다
- 世界はどこまで青空なのか? / 세계는 어디까지 푸른 하늘인가?
  - ナニカガイル / 무엇인가 있다
  - ぎこちない通学電車 / 어색한 통학전차 - 고향 팀 명의
- 春はどこから来るのか? / 봄은 어디에서 오는가?
  - 私のために / 나를 위해서

### 앨범 CD 선발곡
- 《ここにいたこと 여기에 있던 것》에 수록
  - 少女たちよ / 소녀들이여
  - 恋愛サーカス / 연애 서커스 - 팀B 명의
  - 人魚のバカンス / 인어의 바캉스
  - チームB推し / 팀B 오시 - 팀B 명의
  - ここにいたこと / 여기에 있던 것
- 《1830m》에 수록
  - ファースト・ラビット / 퍼스트 래빗
  - ノーカン / 노 칸(노 카운트) - 팀B 명의
  - 青空よ 寂しくないか? / 푸른 하늘이여 외롭지 않은가?
- 《次の足跡 다음 발자국》에 수록
  - After rain
  - JJに借りたもの / JJ에게 빌린 것
  - 共犯者 / 공범자 - 팀K 명의
- 《ここがロドスだ、ここで跳べ! 여기가 로도스다, 여기서 뛰어라!》에 수록
  - Conveyor - 팀K 명의
  - 生き続ける / 계속 살아간다

## 출연

### 드라마
- 마지스카 학원 (2010년 1월 8일 ~ 3월 26일, TV 도쿄) - 우나기 역
- Dr.이라부 이치로 제7화 (2011년 3월 20일, TV 아사히) - 본인(Not yet) 역
- 마지스카 학원 2 (2011년 4월 15일 ~ 7월 1일, TV 도쿄) - 우나기 역
- 벚꽃으로부터의 편지: 각자의 졸업 이야기 (2011년) - 키타하라 리에 역
- 로쿠데나시 BLUES (2011년 7월 6일 ~ 9월 28일, 닛폰 TV) - 이마이 카즈미 역
- 사립 바카레아 고교 제3화 - 최종화 (2012년 4월 28일 ~ 6월 30일, 닛폰 TV) - 모모코 역
- 마지스카 학원 3 제1화 (2012년 7월 13일, TV 도쿄) - 여자 죄수 역
- So long ! 제2화 (2013년 2월 12일, 닛폰 TV) - 히가시 카나코 역
- 가족 게임 (2013년 4월 17일 ~ 6월 19일, 후지 TV) - 모가미 아스카 역

### 영화
- GRAFFREETER TOKI (2012년 7월 14일, 우즈마사) - 코토네 역
- 조커 게임 (2012년 12월 22일, AMG 엔터테인먼트) - 주연·아카자와 치나츠 역

| 전임 키타하라 리에 | 제1대 NGT48 팀NIII 캡틴 2015년 8월 21일 ~ 2018년 4월 18일 | 후임 카토 미나미 |